# Ласана

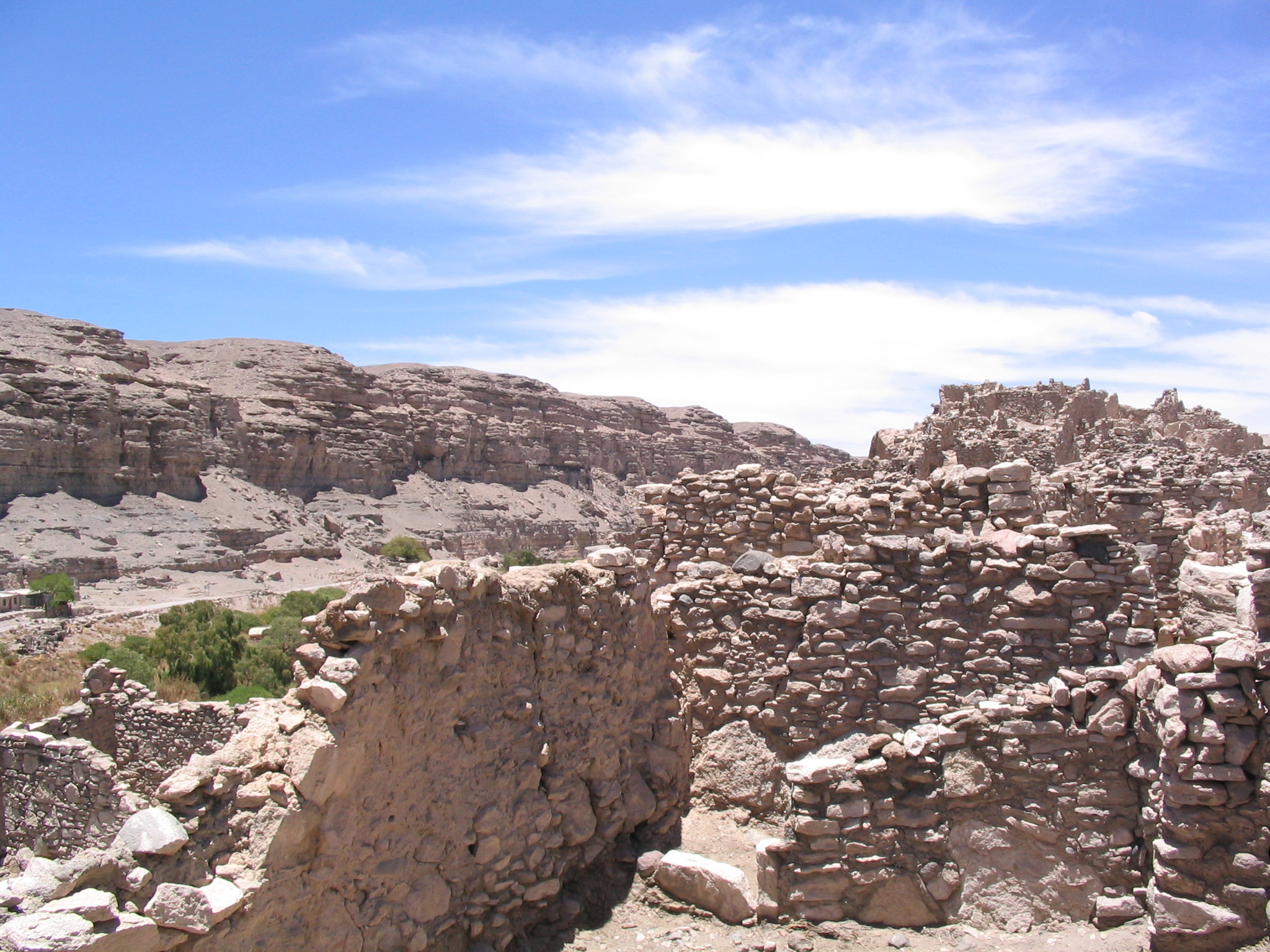
Крепость Pukará de Lasana

Ласана — небольшая деревня в 40 километрах к северо-востоку от города Калама, Чили. Находится на реке Лоа.
Деревня широко известна благодаря крепости доколумбовой эпохи — Pukará de Lasana, построенной в 12 веке. С 1982 года является одним из Национальных памятников Чили. В районе крепости найдены петроглифы.